# Macedoniusz
Macedoniusz – imię męskie pochodzenia greckiego, oznaczające "wspaniały", "boski". Patronem tego imienia jest św. Macedoniusz, syn św. Lidii i św. Fileta.
Macedoniusz imieniny obchodzi 27 marca i 12 września.